# Dvorac Drašković (Güssing)
Dvorac Drašković, smješten je u gradu Güssingu u austrijskoj pokrajini Gradišće i smatra se najbolje očuvanom klasicističkom zgradom u Gradišću. Dvorac je u vlasništvu nekadašnje grofovske obitelji Drašković Trakošćanski i u njemu se nalazi obiteljsko sjedište i središte obiteljske šumarije i vlastelinstva.

## Smještaj
Dvorac se nalazi na adresi Schloßgasse 12 u gradiću Güssingu u Gradišću na istočnoj strani središta u nekadašnjem Donjem gradu. Nalazi se na obroncima Schlossberga s dvorcem Güssing, oko 200 m izvan utvrda srednjovjekovnog središta grada. Okružen je zelenom površinom veličine 8 hektara koji se proteže između Schlossberga na zapadu, tržnice na sjeveru i polukružne obilaznice B57 na istoku i jugu.

## Arhitektura
Dvorac je dvokatna klasicistička građevina s upečatljivim troosnom središnjom projekcijom na istočnoj i zapadnoj strani. Sastoji se od četiri polustupa s jonskim kapitelima i trokutastim zabatima ukrašenim plemićkim grbovima. Zapadno pročelje sa stražnje strane nosi dvostruki grb obitelji Batthyány i Drašković pod grofovskom krunom, dok je na zabatu na istočnoj strani veliki grb obitelji Batthyány. 
Na sjevernoj i južnoj strani nalazi se bočno krilo s pet prozorskih osi s okvirnom konstrukcijom i prozorskim rešetkama. Četverovodni krov zgrade strukturiran je s nekoliko simetrično raspoređenih dimnjaka. Široki, glatki friz ide neposredno ispod vijenca strehe.
Unutar dvorca nalazi se salon s originalnim carskim namještajem. U kapeli dvorca nalazi se krilni oltar s pet ploča iz 1469. godine, jedini gotički krilni oltar u Gradišću.

## Povijest
Dvorac je prvobitno bio u vlasništvu mađarske velikaške obitelji Batthyány, koja ga je dala sagraditi kao ljetnu rezidenciju.  Izgradnja je započela pod dvorskim kancelarom i palatinskim grofom Ludovikom Ernestom Batthyányjem († 1765.), a dovršena je povećanjem i proširenjem 1804. godine, pod njegovim unukom Ludovikom, princem od Batthyány-Strattmannoma. Dvorac je ženidbom grofa Karla I. Draškovića s Elizabetom Batthyány prešao u vlasništvo hrvatske plemenitaške obitelji Drašković.
Nakon Drugog svjetskog rata, Crvena armija je zauzela dvorac. Koristili su ga kao sjedište do povlačenja 1955. godine.